# Aşağıyenice, Dazkırı
Aşağıyenice là một xã thuộc huyện Dazkırı, tỉnh Afyonkarahisar, Thổ Nhĩ Kỳ. Dân số thời điểm năm 2011 là 208 người.